# Васкауци
Васкау́ци — проміжна залізнична станція Івано-Франківської дирекції Львівської залізниці на неелектрифікованій лінії Кельменці — Сокиряни між станціями Ларга (34 км) та станцією Романківці (11 км). Розташована біля села Струмок Дністровського району Чернівецької області. Поруч зі станцією пролягають автошляхи територіального та регіонального значення Т 2633 та Р63.

## Історія
Станція відкрита у 1893 році під час будівництва залізничної лінії Чернівці — Ларга — Окниця.
До 1990-х років через станцію курсували пасажирські поїзди далекого сполучення № 101/102 Івано-Франківськ — Москва та № 59/60 Москва — Софія і прямували через територію Молдови.

## Пасажирське сполучення
Через станцію Васкауци курсувала одна пара приміських поїздів сполученням Чернівці — Ларга — Сокиряни.
З 18 березня 2020 року приміський рух припинено на невизначений термін.